# هيكتور فاوبل
هيكتور فاوبل (بالإسبانية: Héctor Faubel)‏ مواليد 10 أغسطس 1983، هو متسابق دراجات نارية إسباني. نافس في سباقات بطولة العالم لفئة 250 سي سي ولفئة 125 سي سي ولفئة 50 سي سي.

## سباقات فاز بها
- جائزة بلنسية الكبرى للدراجات النارية 2006 [1]

## روابط خارجية
- هيكتور فاوبل على موقع MotoGP.com (الإنجليزية)